# Architecture de la Normandie

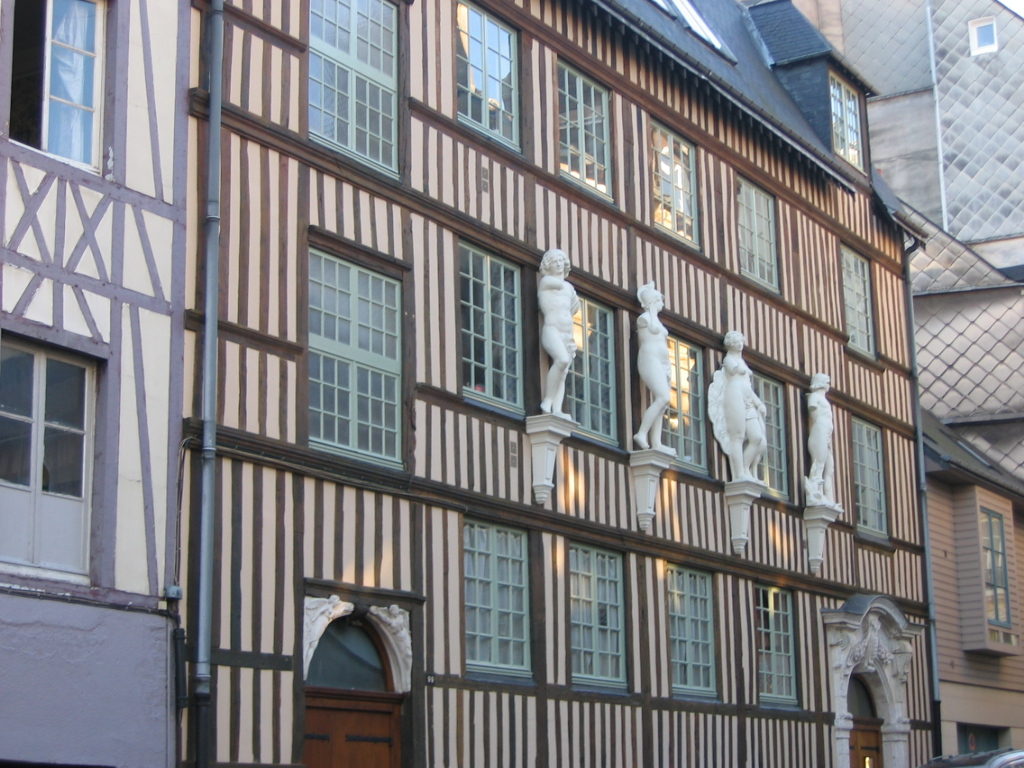
Un exemple de maison à colombage à Rouen.

L’architecture de la Normandie s’étale sur un millénaire[Lequel ?].

## Style architectural local

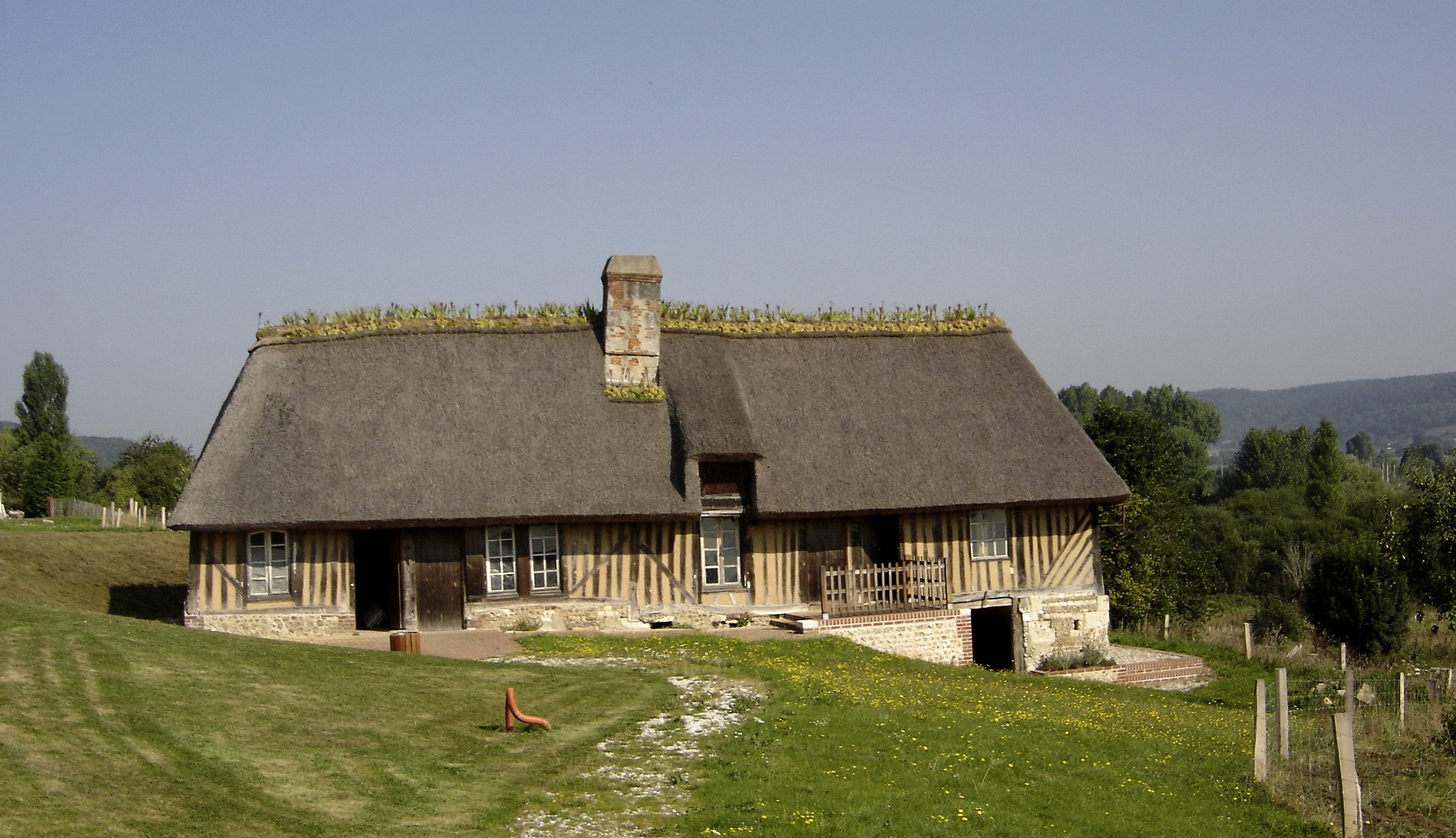
Un exemple de chaumière normande, Saint-Sulpice-de-Grimbouville, Lieuvin.

En Haute-Normandie (au sens ancien du terme qui comprend également le pays d'Auge), le style architectural des villages et des fermes est typiquement à colombage. On trouve davantage de maisons de ce type qu'ailleurs en France (sauf l'Alsace, selon une technique différente) et dans les villes : quelques remarquables exemples à Rouen ont échappé aux destructions de la Seconde Guerre mondiale, par contre Caudebec-en-Caux ou encore Lisieux ont été totalement détruites. 
On trouve encore des colombages en grand nombre dans le pays de Caux, le Roumois, le pays de Bray (y compris le pays de Bray picard), le Vexin normand (contrairement au Vexin français qui en compte très peu), le pays d'Ouche (y compris sa partie ornaise) et le pays d'Auge.
Le style architectural en Basse-Normandie, en particulier dans la péninsule du Cotentin, a tendance à recourir au granit, matériau de construction prédominant, alors que, cependant, on retrouve le pan de bois, moins élaboré qu'en Haute-Normandie, dans le Domfrontais et le Mortainais. Le Bessin et la campagne de Caen sont marqués par les constructions en calcaire oolithique dit pierre de Caen.
Les îles Anglo-Normandes ainsi que Chausey, en tant qu'éléments du massif armoricain, partagent également le style vernaculaire du Cotentin, Chausey ayant été de plus une source d'extraction du granit pendant de nombreuses années, y compris pour la construction du Mont-Saint-Michel.

## L’architecture religieuse
L’architecture religieuse, comme à Lessay et à Bayeux, a laissé la marque de son audace aussi bien sur le paysage que sur la littérature et l’art comme, par exemple, la série des peintures impressionnistes de la façade gothique de la cathédrale de Rouen par Monet ou la description des églises de Normandie par Proust dans À la recherche du temps perdu.

## Châteaux forts et fortifications
Se référer à Viollet-le-Duc : Eugène Viollet-le-Duc, Dictionnaire raisonné de l’architecture française du XIe au XVIe siècle (lire sur Wikisource)

### Empire carolingien
Pendant la période carolingienne, les princes successeurs de Charlemagne avaient fait quelques efforts pour s'opposer aux invasions des Normands ; ils avaient tenté à plusieurs reprises de défendre le cours des fleuves, mais ces ouvrages, ordonnés dans des moments de détresse, construits à la hâte, devaient être plutôt des postes en terre et en bois que des châteaux proprement dits.

### Incursions scandinaves
Les Vikings ne songeaient guère à fonder des établissements fixes au milieu des contrées qu'ils dévastaient ; attirés seulement par l'envie du butin, ils s'empressaient de remonter dans leurs bateaux dès qu'ils avaient pillé une riche province. Cependant ils s'arrêtèrent parfois sur quelque promontoire, dans quelques îles au milieu des fleuves, pour mettre à l'abri le produit des pillages, sous la garde d'une partie des hommes composant l'expédition ; ils fortifiaient ces points déjà défendus par la nature, mais ce n'était encore là que des camps retranchés plutôt que des châteaux. On retrouve un établissement de ce genre sur les côtes de la Normandie, de la Bretagne ou de l'Ouest, si longtemps ravagées par les pirates normands ; c'est le Hague-Dick situé à l'extrémité nord-ouest de la presqu'île de Cotentin, auprès de l'île d'Aurigny.

### La Normandie ducale
Lorsqu'au Xe siècle les Normands furent définitivement établis sur une partie du territoire de la France, ils construisirent des demeures fortifiées, et ces résidences conservèrent un caractère particulier, à la fois politique et féodal. Le château normand, au commencement de la période féodale, se distingue du château français ou franc ; il se relie toujours à un système de défense territorial, tandis que le château français conserve longtemps son origine germanique ; c'est la demeure du chef de bande, isolée, défendant son propre domaine contre tous et ne tenant nul compte de la
défense générale du territoire. Pour nous faire comprendre en peu de mots, le seigneur franc n'a pas de patrie, il n'a qu'un domaine ; tandis que le seigneur normand cherche, à la fois, à défendre son domaine et le territoire conquis par sa nation. Cette distinction doit être faite tout d'abord, car elle a une influence, non seulement sur la position des demeures féodales, mais sur le système de défense adopté dans chacune d'elles. Il y a, dans la construction des châteaux normands, une certaine parité que l'on ne rencontre pas dans les châteaux français ; ceux-ci présentent une extrême variété ; on voit que le caprice du seigneur, ses idées particulières ont influé sur leur construction, tandis que les châteaux normands paraissent soumis à un principe de défense reconnu bon et adopté par tous les possesseurs de domaine, suivant une idée nationale. Lorsque l'on tient compte des circonstances qui accompagnèrent l'établissement définitif des Normands au nord-ouest de Paris, de l'intérêt immense que ces pirates tolérés sur le sol de la Normandie avaient à maintenir le cours des fleuves et rivières ouvert pour eux et les renforts qui leur arrivaient du Nord, fermé pour le peuple franc, possesseur de la haute Seine et de la plupart de ses affluents, on conçoit comment les Normands furent entraînés à adopter un système de défense soumis à une idée politique. D'ailleurs les Normands, lorsqu'ils se présentaient sur un point du territoire français, procédaient forcément partout de la même manière ; c'était en occupant le littoral, en remontant les fleuves et rivières sur leurs longs bateaux, qu'ils pénétraient jusqu'au cœur du pays. Les fleuves étaient le chemin naturel de toute invasion normande ; c'était sur leurs rives qu'ils devaient chercher à se maintenir et à se fortifier. Les îles, les presqu'îles, les escarpements commandant au loin le cours des rivières devaient être choisis tout d'abord comme points militaires : la similitude des lieux devait amener l'uniformité des moyens de défense.
Déjà, du temps de Guillaume le Bâtard, les barons normands construisaient donc de vastes châteaux de maçonnerie possédant tout ce qui constitue les places de ce genre au Moyen Âge : fossés profonds et habilement creusés, enceintes inférieures et supérieures, donjon, etc. Le duc de Normandie, pendant les longues luttes du commencement de son règne, éleva des châteaux, ou tout au moins des donjons, pour tenir en bride les villes qui avaient pris parti contre lui.
Après la descente en Angleterre, l'établissement des châteaux fut un des moyens que Guillaume le Conquérant employa pour assurer sa nouvelle royauté, et ce fut, en grande partie, à ces forteresses élevées sur des points stratégiques ou dans les villes mêmes qu'il dut de pouvoir se maintenir au milieu d'un pays qui tentait chaque jour des soulèvements pour chasser l'étranger et reconquérir son indépendance. Mais beaucoup de seigneurs, du moment que la guerre générale était terminée, tenant ces châteaux en fief, se prenaient de querelle avec leurs voisins, faisaient des excursions sur les terres les uns des autres, et en venaient à s'attaquer dans leurs places fortes. Ou bien, mécontents de voir la faveur du suzerain tomber sur d'autres que sur eux, cherchaient à rendre leurs châteaux plus formidables afin de vendre leurs services plus cher aux rivaux de leur seigneur et de faire cause commune avec eux.
C'est ainsi que, par suite de l'organisation féodale, même en Normandie où l'esprit national s'était maintenu beaucoup mieux qu'en France, les seigneurs étaient chaque jour portés à rendre leurs châteaux de plus en plus forts, afin de s'affranchir de toute dépendance et de pouvoir dicter des conditions à leur suzerain. Le château normand du XIe siècle ne consistait qu'en un donjon carré ou rectangulaire, autour duquel on élevait quelques ouvrages de peu d'importance, protégés surtout par ce fossé profond pratiqué au sommet d'un escarpement ; c'était là le véritable poste normand de cette époque, destiné à dominer un territoire, à fermer un passage ou contenir la population des villes. Des châteaux munis de défenses aussi étendues que celles d'Arques étaient rares ; mais les barons normands devenant seigneurs féodaux, en Angleterre ou sur le continent, se virent bientôt assez riches et puissants pour augmenter singulièrement les dépendances du donjon qui dans l'origine était le seul point sérieusement fortifié. Les enceintes primitives, faites souvent en palissades, furent remplacées par des murs flanqués de tours. Les plus anciens documents écrits touchant les manoirs et même les châteaux (documents qui en Angleterre remontent au XIIe siècle) désignent souvent la demeure fortifiée du seigneur par le mot aula, hall ; c'est qu'en effet ces sortes d'établissements militaires ne consistaient qu'en une salle défendue par d'épaisses murailles, des créneaux et des contreforts munis d'échauguettes ou de bretèches flanquantes. Les dépendances de la demeure seigneuriale n'avaient relativement qu'une importance minime ; en cas d'attaque sérieuse, la garnison abandonnait bientôt les ouvrages extérieurs et se renfermait dans le donjon, dont les moyens défensifs étaient formidables pour l'époque. Pendant le cours du XIIe siècle, cette tradition se conserve dans les contrées où l'influence normande prédomine ; le donjon, la salle fortifiée prend une valeur relative que nous ne lui trouvons pas au même degré sur le territoire français ; le donjon est mieux isolé des défenses secondaires dans le château normand des XIe siècle et XIIe siècle que dans le château d'origine française ; il est plus élevé, présente une masse plus imposante ; c'est un poste autour duquel est tracé un camp fortifié plutôt qu'un château. Cette disposition est apparente non seulement en Normandie et en Angleterre, comme au Pin (Calvados), à Saint-Laurent-sur-Mer, à Nogent-le-Rotrou, à Domfront, à Falaise, à Chamboy (Orne), à Newcastle, à Rochester et à Douvres (Angleterre), mais sur les côtes de l'Ouest, dans l'Anjou, le Poitou et le Maine, c'est-à-dire dans toutes les contrées où pénètre l'influence normande ; nous la retrouvons, accompagnée du fossé normand dont le caractère est si nettement tranché, à Pouzauges (Vendée), à Blanzac, à Broue, à Pons (Charente-Inférieure), à Chauvigny près Poitiers, et jusqu'à Montrichard, à Beaugency et à Loches. Les défenses extérieures qui accompagnent ces gros donjons rectangulaires, ou ne présentent que des terrassements sans traces de constructions importantes, ou si elles sont élevées en maçonnerie, sont toutes postérieures d'un siècle au moins à l'établissement de ces donjons, ce qui indique assez clairement que les enceintes primitives des XIe siècle et XIIe siècle avaient peu d'importance et qu'elles durent être remplacées lorsqu'au XIIIe siècle ce système défensif des châteaux fut modifié, et qu'on eut reconnu la nécessité d'élargir et de renforcer les ouvrages extérieurs.
Le château de Falaise, au XIIe siècle, ne consistait réellement qu'en un gros donjon avec une enceinte renfermant des bâtiments secondaires, construits probablement de la façon la plus simple, puisqu'il n'en reste plus trace, et destinés au logement de la garnison, aux magasins, écuries et autres dépendances. Le nom d'aula peut donc être donné à ce château, puisque, par le fait, la seule partie importante, le poste seigneurial, n'est qu'une salle fortifiée. Les châteaux que Guillaume le Conquérant fit élever dans les villes d'Angleterre pour tenir les populations urbaines en respect n'étaient que, des donjons rectangulaires, bien munis et entourés de quelques ouvrages en terre, de palissades, ou d'enceintes extérieures qui n'étaient pas d'une grande force. Cela explique la rapidité avec laquelle se construisaient ces postes militaires et leur nombre prodigieux ; mais cela explique aussi comment, dans les soulèvements nationaux dirigés avec énergie, les garnisons normandes qui tenaient ces places, obligées de se réfugier dans le donjon après l'enlèvement des défenses extérieures, qui ne présentaient qu'un obstacle assez faible contre une troupe nombreuse et déterminée,
étaient bientôt réduites par famine, se défendaient mal dans un espace aussi étroit, et étaient forcées de se rendre à discrétion. Guillaume, pendant son règne, malgré son activité prodigieuse, ne pouvait faire plus sur l'étendue d'un vaste pays toujours prêt à se soulever ; ses successeurs eurent plus de loisirs pour étudier l'assiette et la défense de leurs châteaux ; ils en profitèrent, et bientôt le château normand augmenta et perfectionna ses défenses extérieures. Le donjon prit une moins grande importance relative ; il se relia mieux aux ouvrages secondaires, les protégea d'une manière plus efficace ; mieux encore, le château tout entier ne fut qu'un vaste donjon dont toutes les parties furent combinées avec art et devinrent indépendantes les unes des autres, quoique protégées par une construction plus forte. On commença dès lors à appliquer cette loi « que tout ce qui se défend doit être défendu. »
Il nous faut donc atteindre la fin du XIIe siècle pour rencontrer le véritable château féodal, c'est-à-dire un groupe de bâtiments élevés avec ensemble, se défendant isolément, quoique réunis par une pensée de défense commune, disposés dans un certain ordre, de manière qu'une partie étant enlevée, les autres possèdent encore leurs moyens complets de résistance, leurs ressources en magasins de munitions et de vivres, leurs issues libres soit pour faire des sorties et prendre l'offensive, soit pour faire échapper la garnison si elle ne peut plus tenir. Richard Cœur de Lion réalisa ce programme difficile avec une sagacité rare pendant les dernières années du XIIe siècle, lorsqu'il fit construire l'importante place de Château-Gaillard.

## L'architecture néo-normande
L'architecture néo-normande est un style de villas créé selon Claude Mignot par Jacques Baumier à Houlgate dans la seconde moitié du XIXe siècle. Forme normande du régionalisme, elle se caractérise par des bâtiments construits à partir d'une structure à pan de bois traditionnelle, mais avec des matériaux modernes. Exemple :
- Villa Strassburger à Deauville
- Gare de Trouville-Deauville
- Château Gabriel à Benerville-sur-Mer

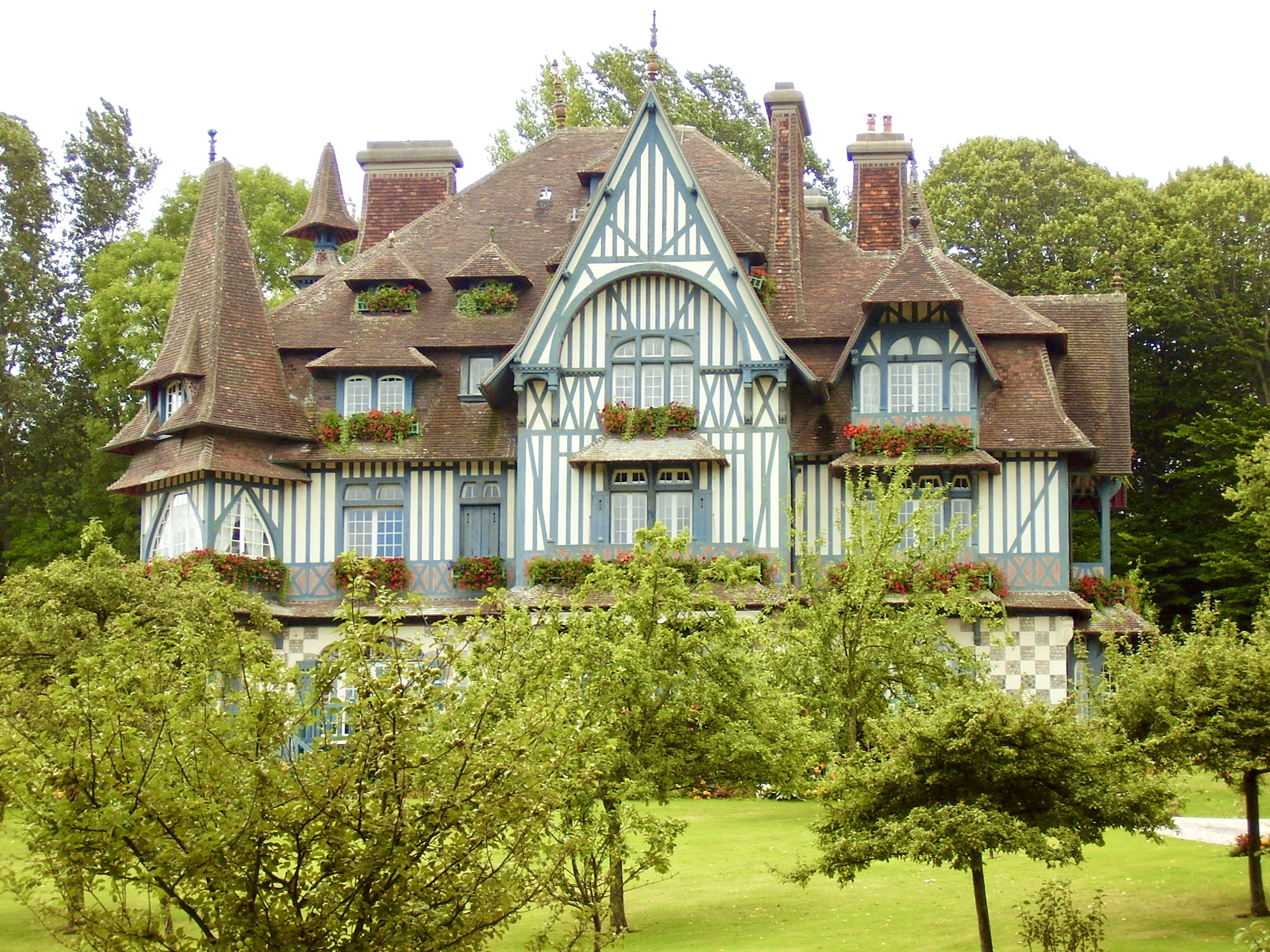
Villa Strassburger.
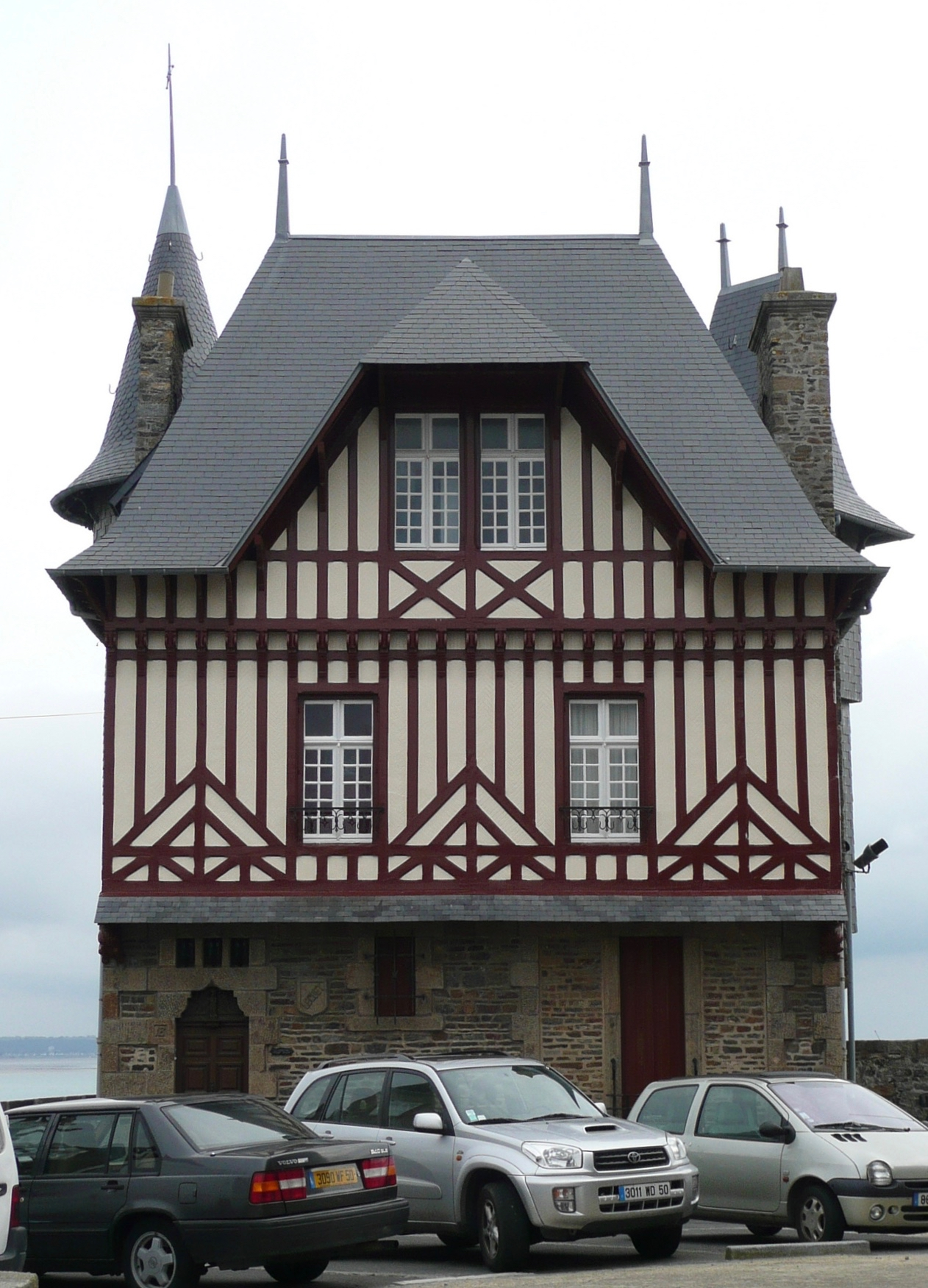
Maison à Granville.

## L’architecture fin de siècle en Normandie

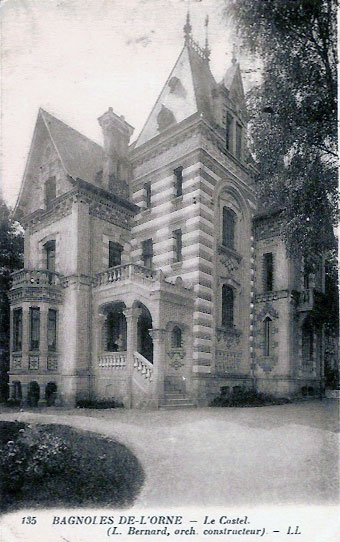
Une villa de Bagnoles-de-l’Orne.

Le quartier de la « belle Époque », au sud de Bagnoles-de-l'Orne, abonde en superbes villas bourgeoises avec des façades polychromes, des bow-windows et des toitures uniques. Ce quartier au style « bagnolais » authentique, aménagé entre 1886 et 1914, est typique des vacances à la campagne de la haute société de l’époque.

## La bataille de Normandie

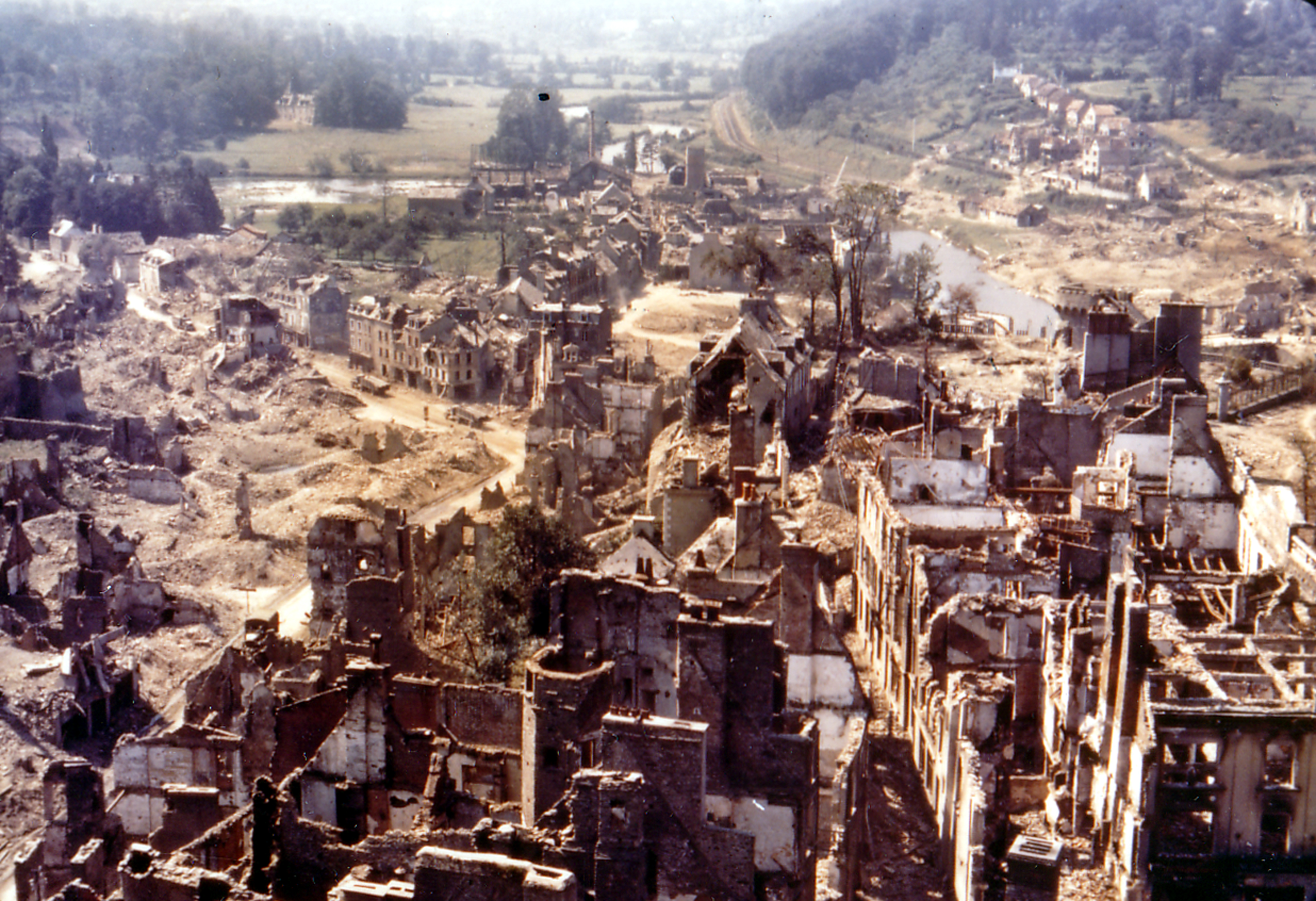
Saint-Lô, capitale des ruines, 1944.

Le patrimoine architectural urbain de la partie continentale de la Normandie a malheureusement subi de terribles destructions en 1944 au cours de la bataille de Normandie. Beaucoup de centres urbains historiques furent lourdement touchés, notamment le Havre, Caen, Rouen, Lisieux et Valognes, connu dans le passé comme le Versailles normand pour ses manoirs et ses palais aristocratiques. La reconstruction urbaine massive d’après-guerre entreprise dans les années 50 et 60, comme au Havre et à Saint-Lô, a créé une note avant-gardiste.

## Galerie

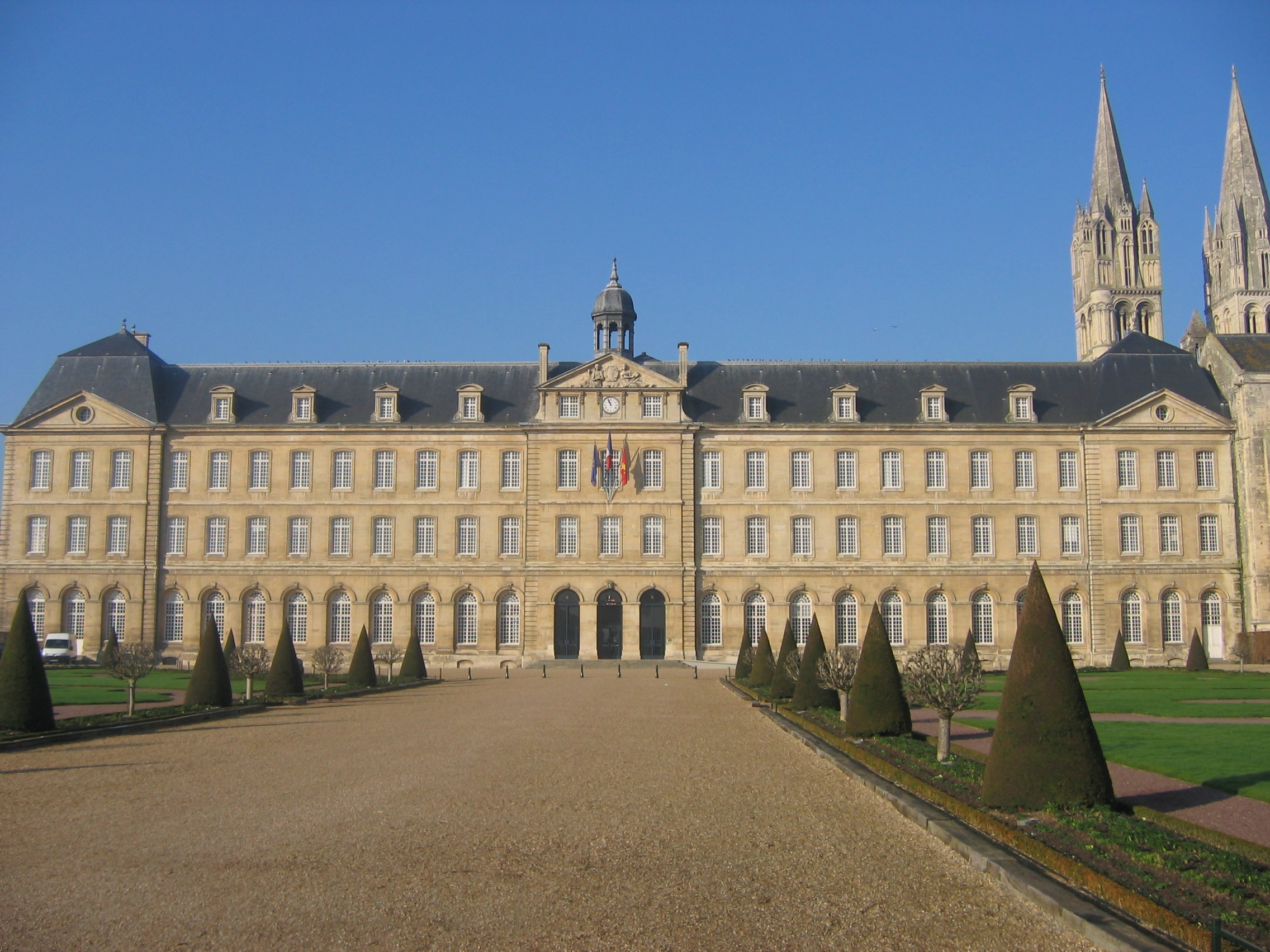
Hôtel de ville, Caen.
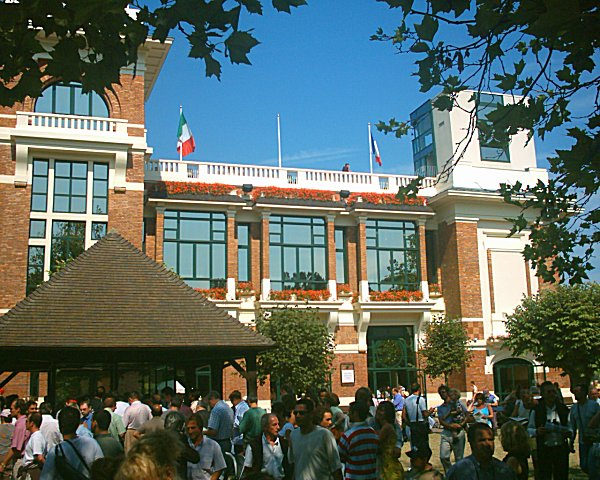
Hippodrome, Deauville.
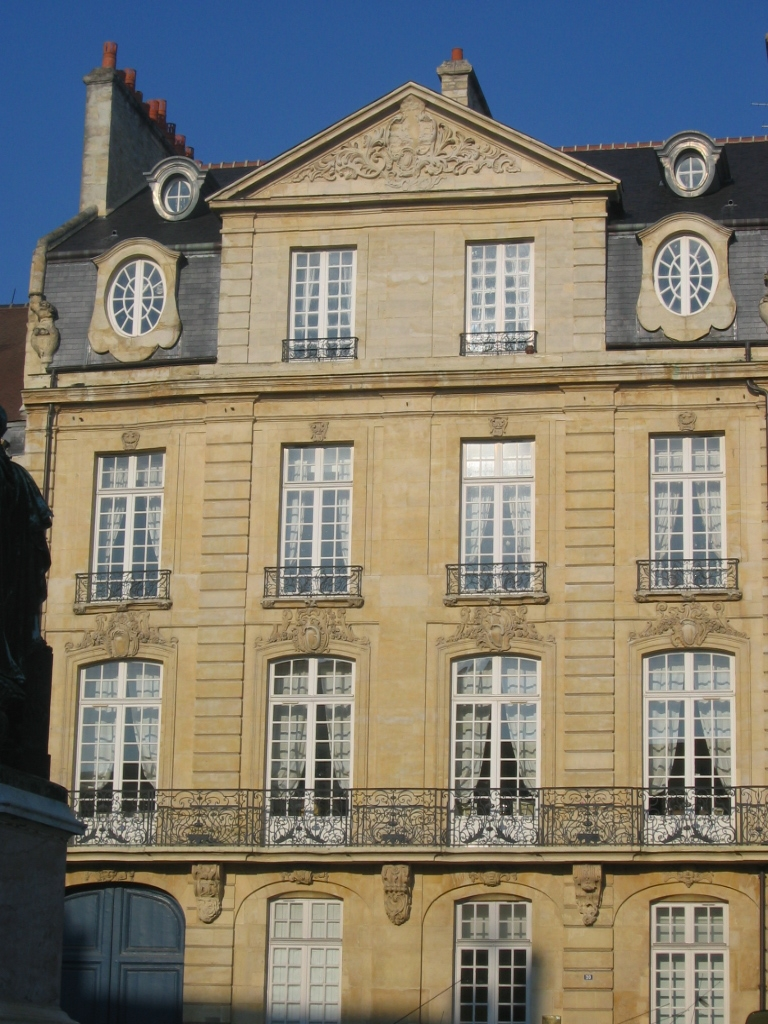
Hôtel Fouet, Caen.
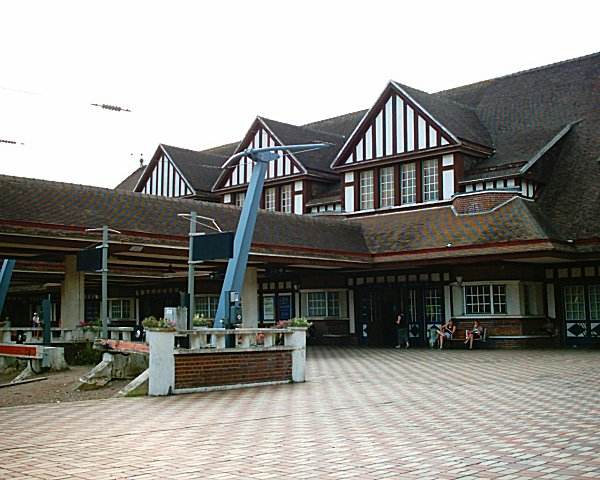
Gare de Trouville-Deauville.
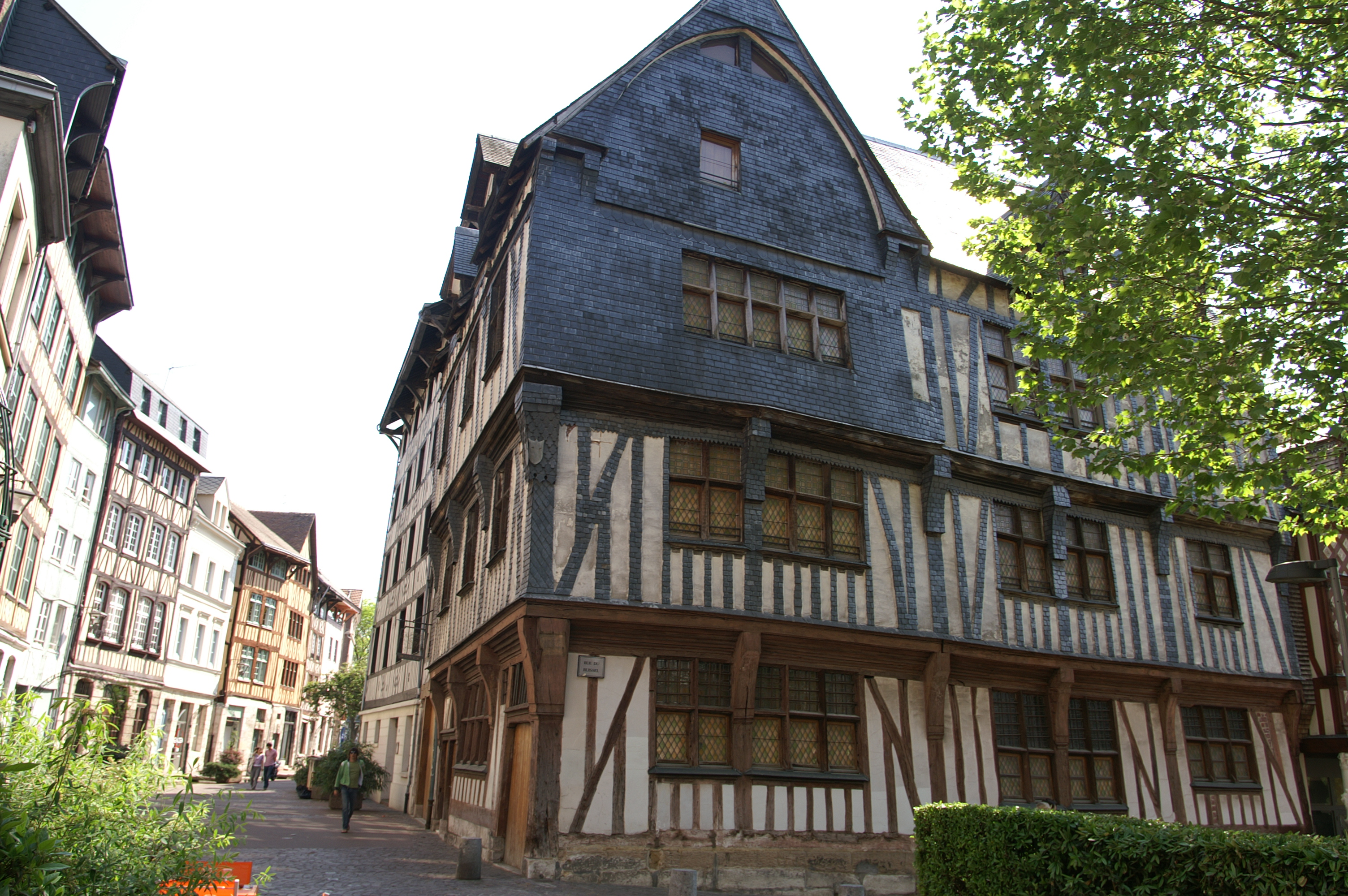
Maison des Quatre frères Aymon (musée de l'Éducation), Rouen.
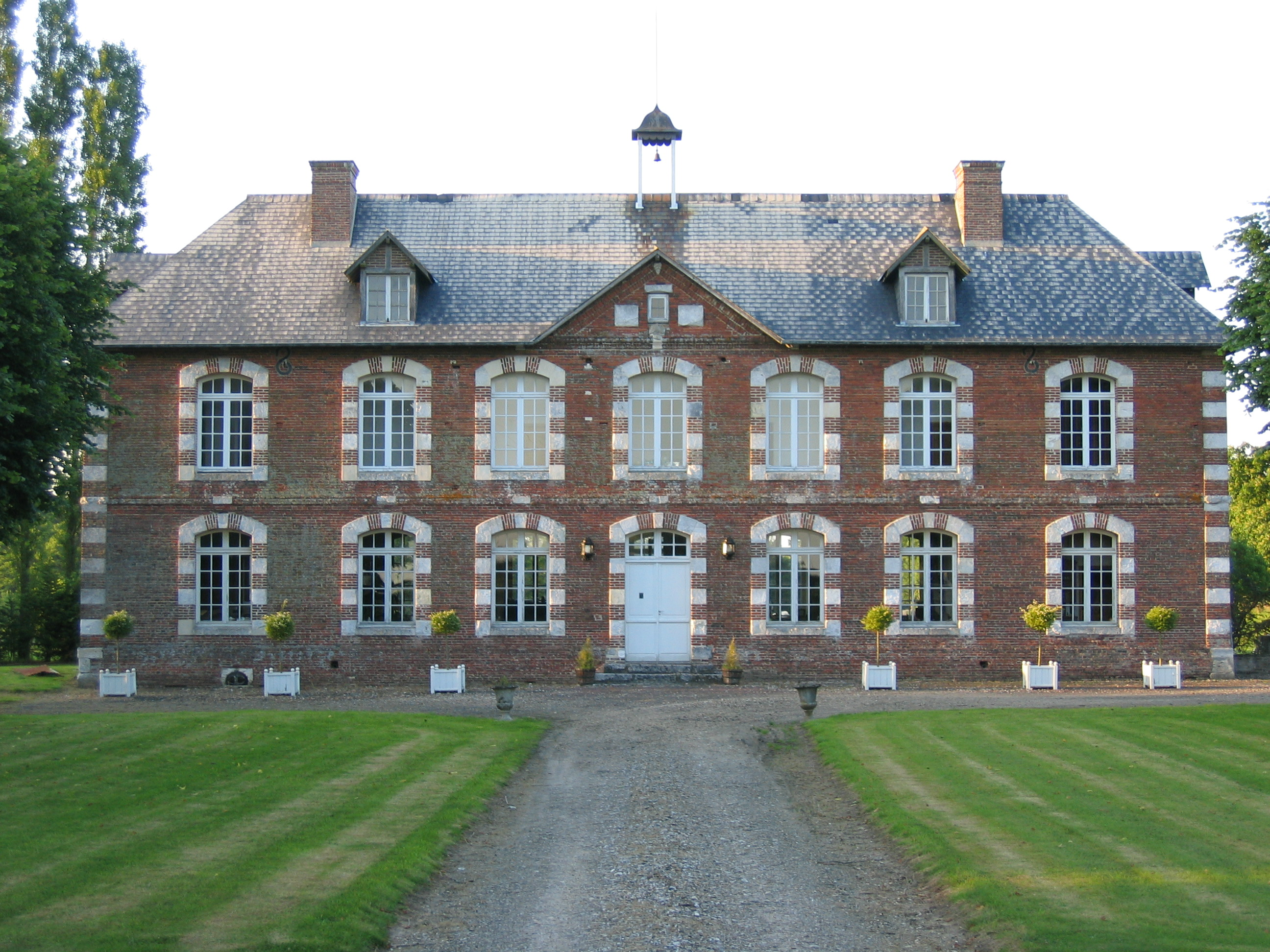
Château de Saint-Paul, Hauville.
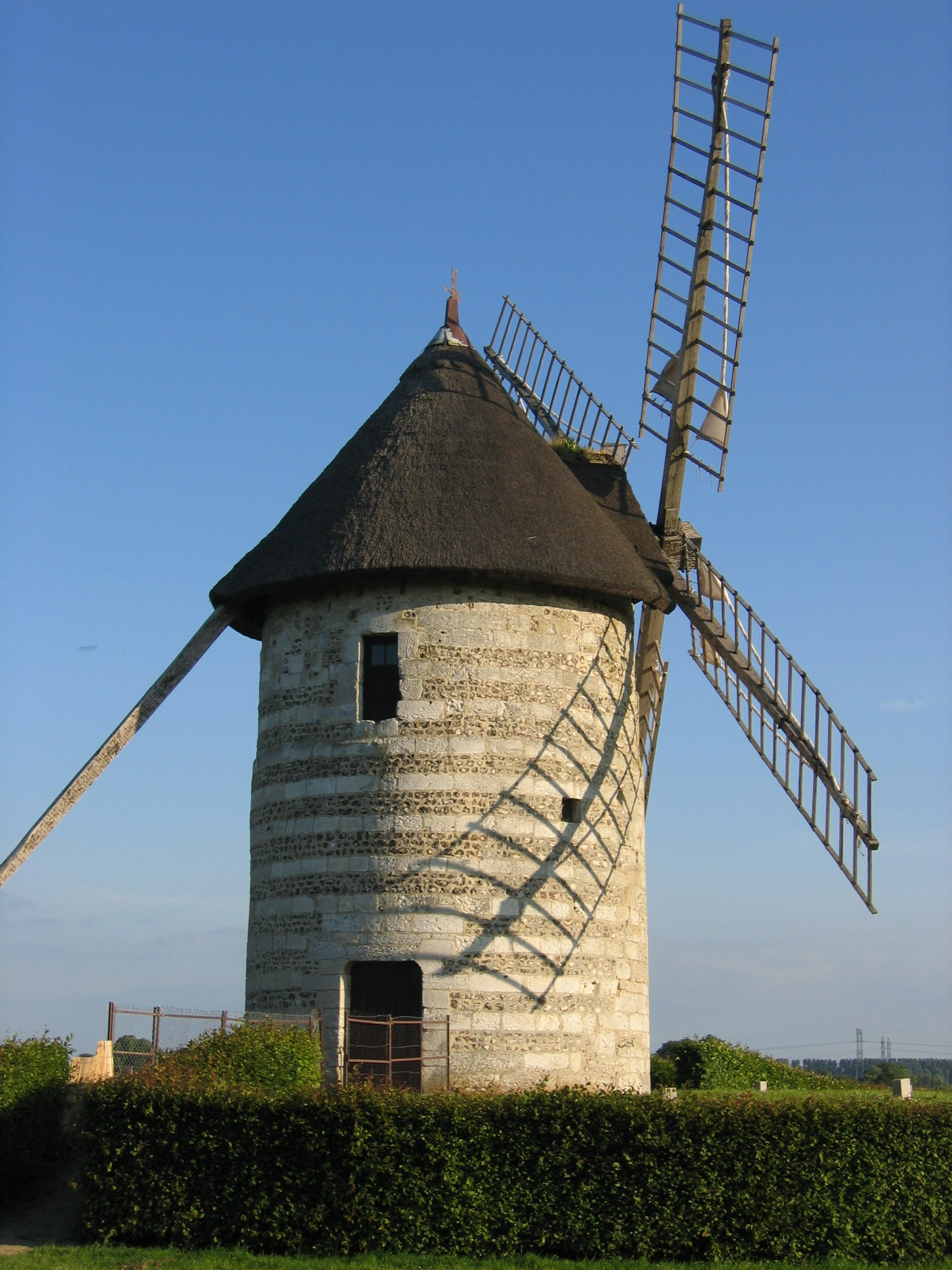
Moulin de Hauville.
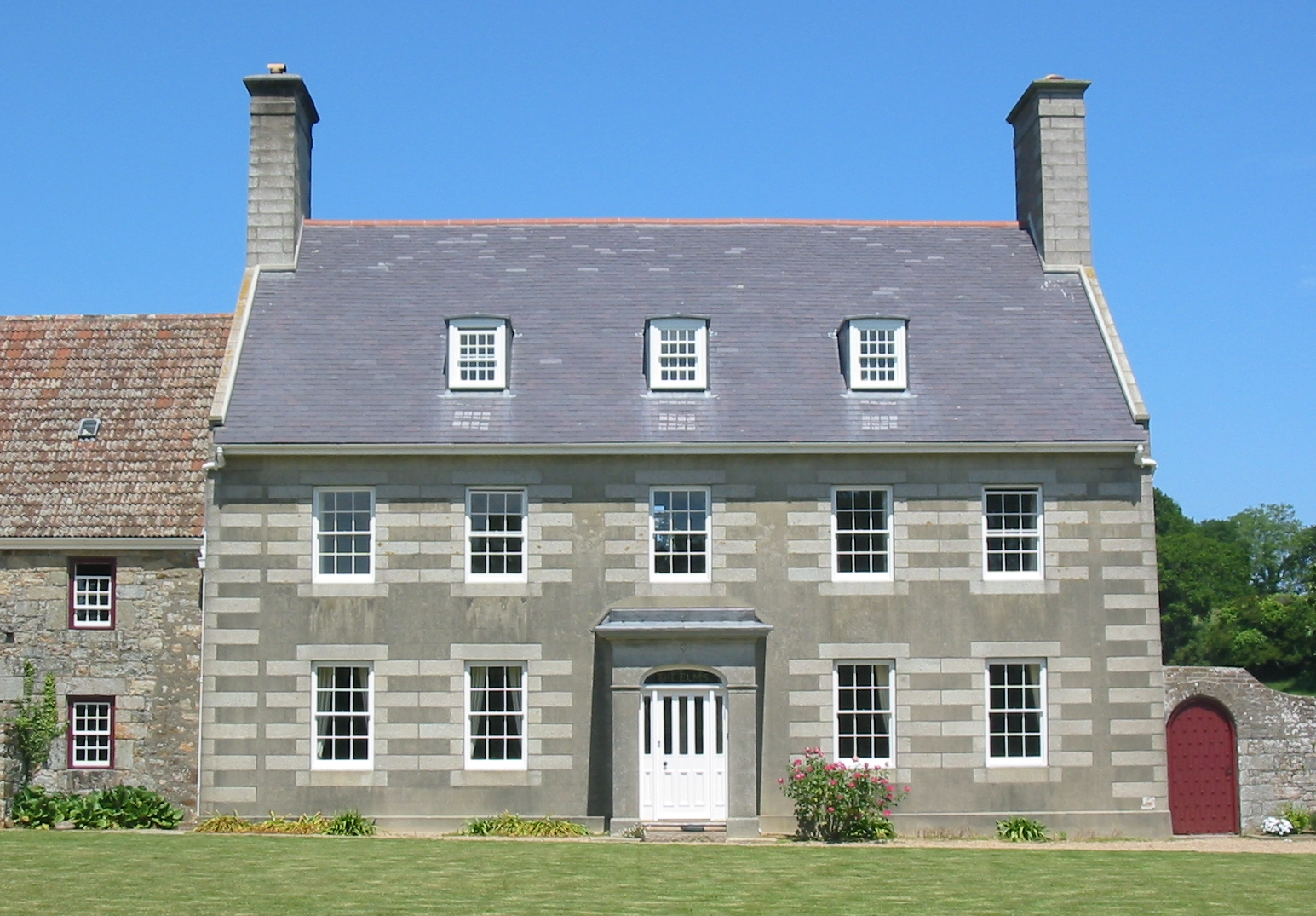
Les Ormes, Saint Marie, Jersey. Détail de fenêtres à guillotine typiquement britanniques, alors qu'elles ont quasiment disparu en Normandie continentale.
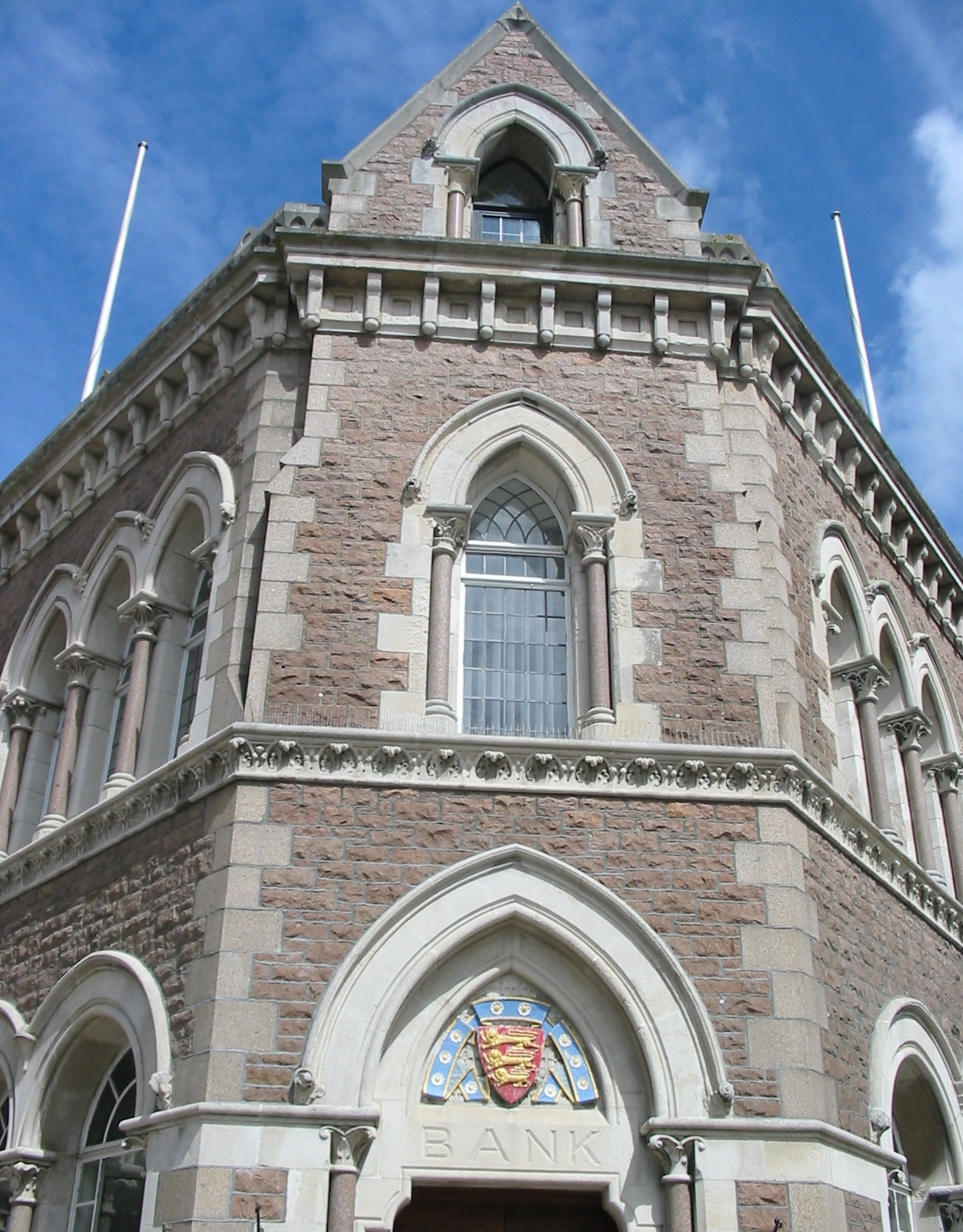
Renouveau de l’art gothique, Jersey.
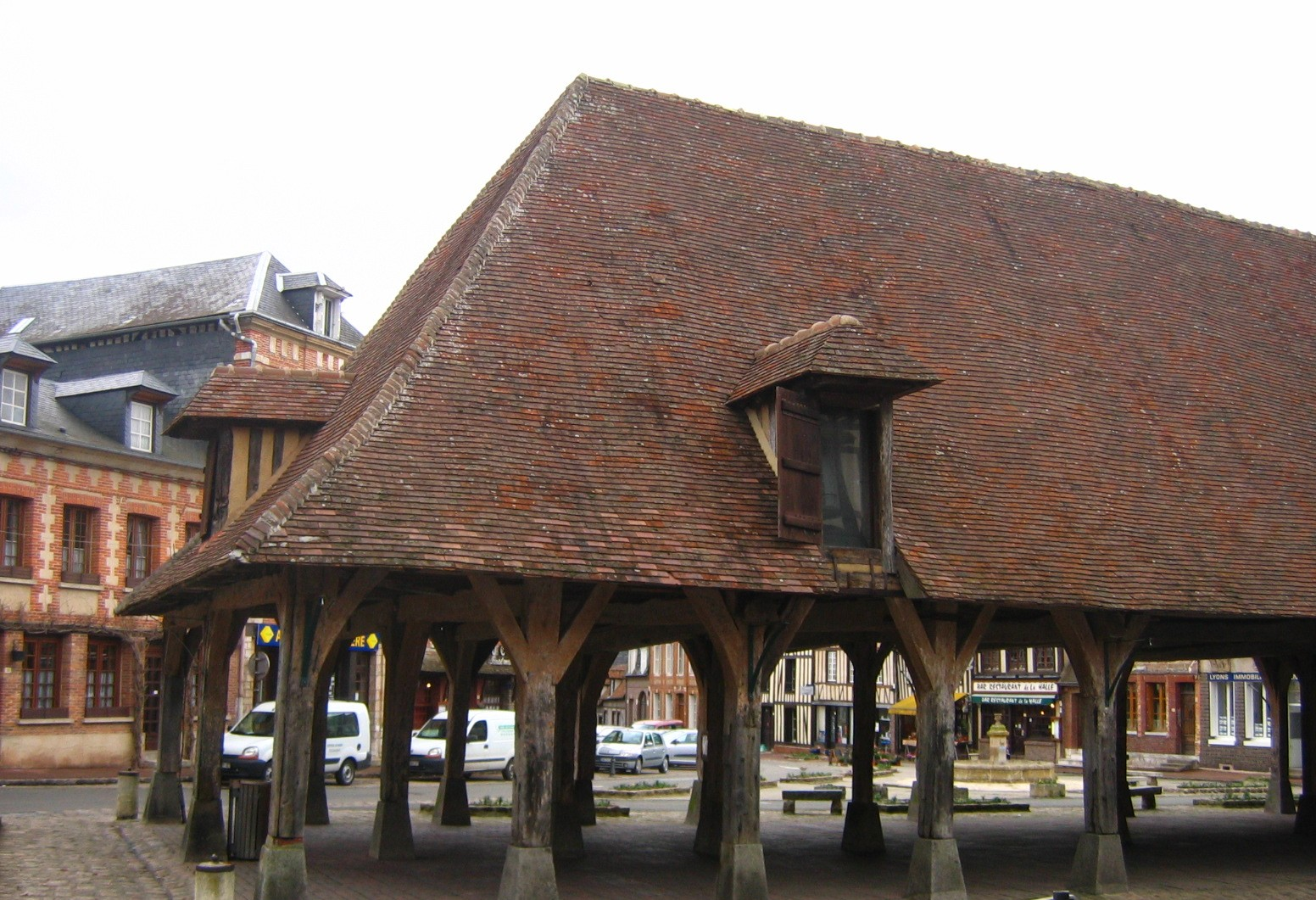
Marché couvert de Lyons-la-Forêt, XVIIIe siècle.
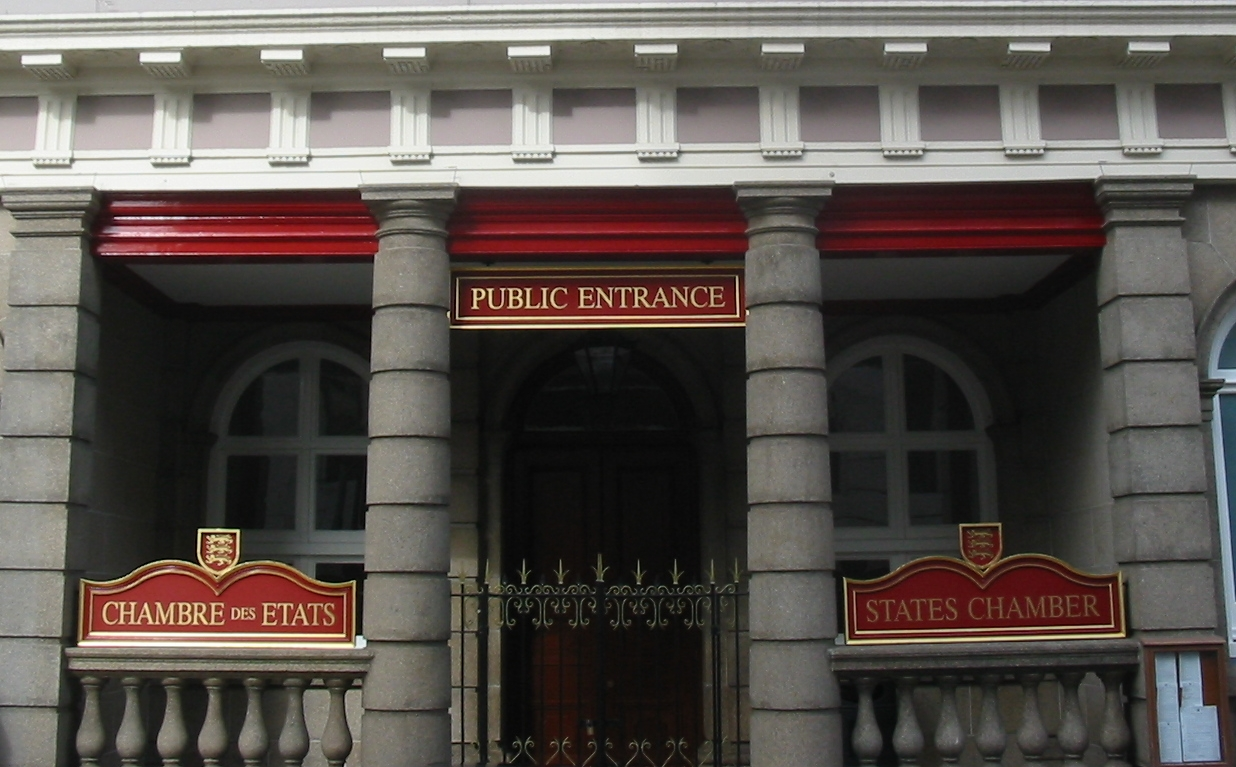
Chambre des États, Saint-Hélier.
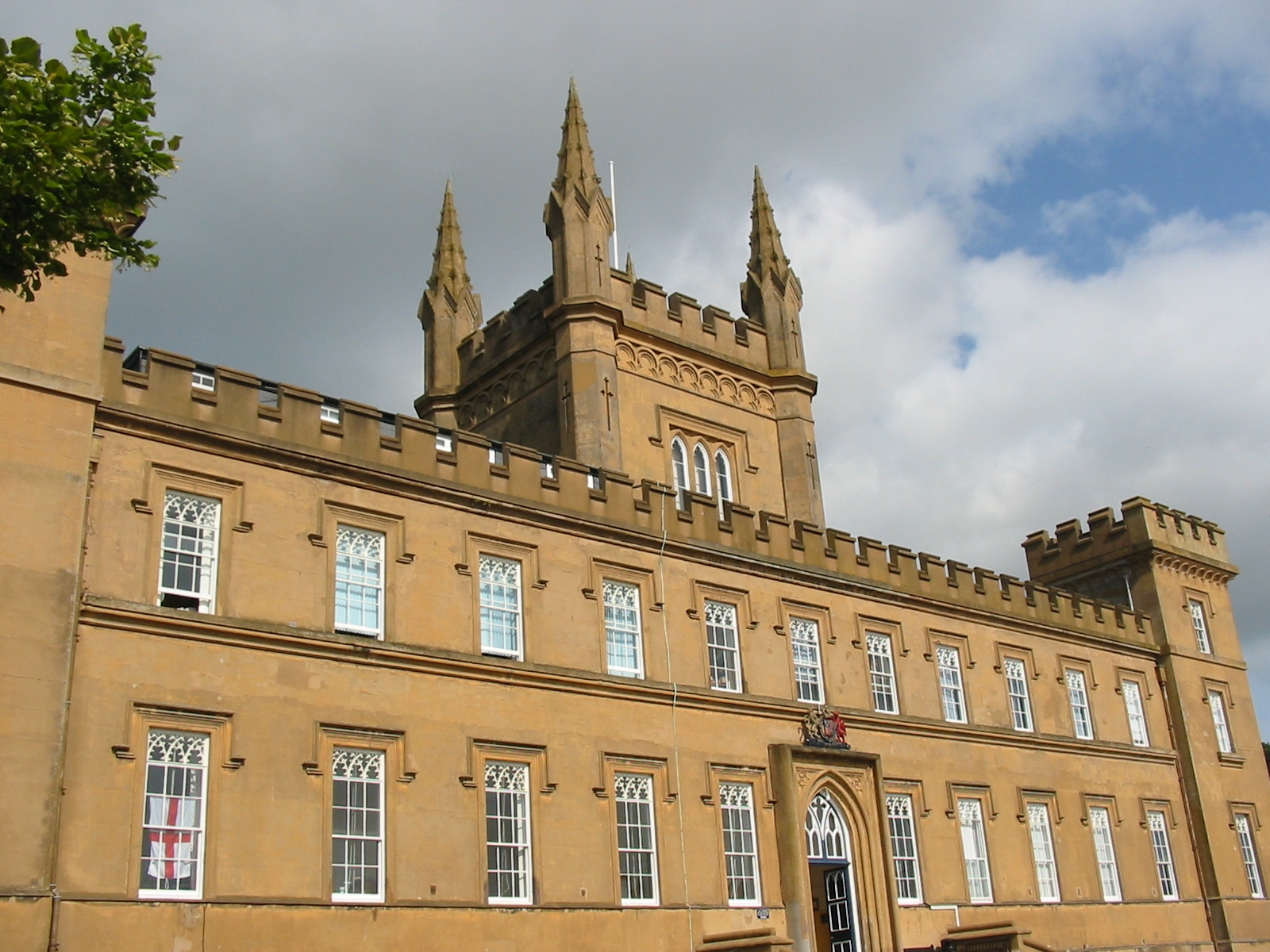
Elizabeth’s College, Guernesey.
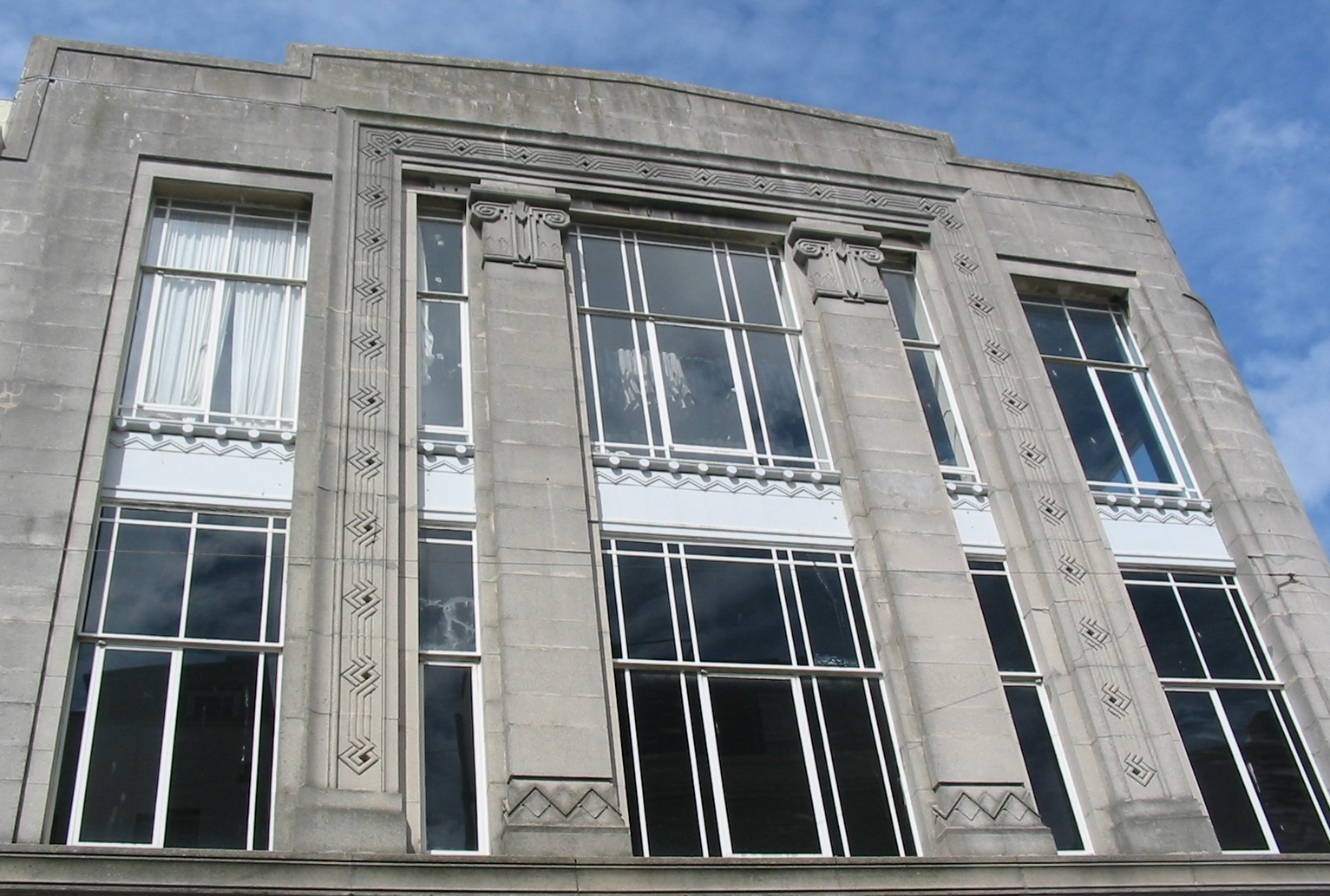
Art déco, Jersey.
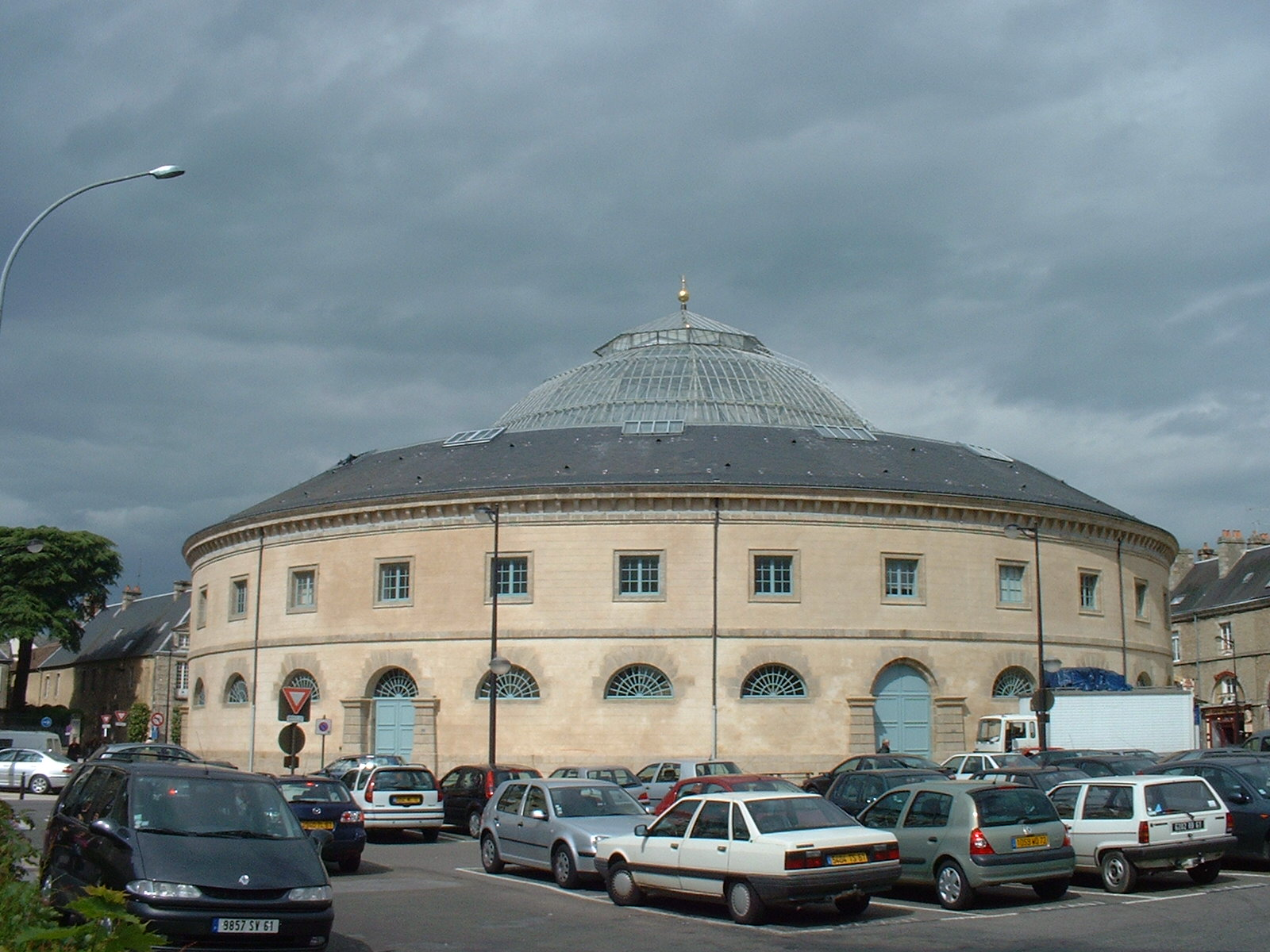
Halle aux blés, Alençon.
Hôtel de ville, Alençon.
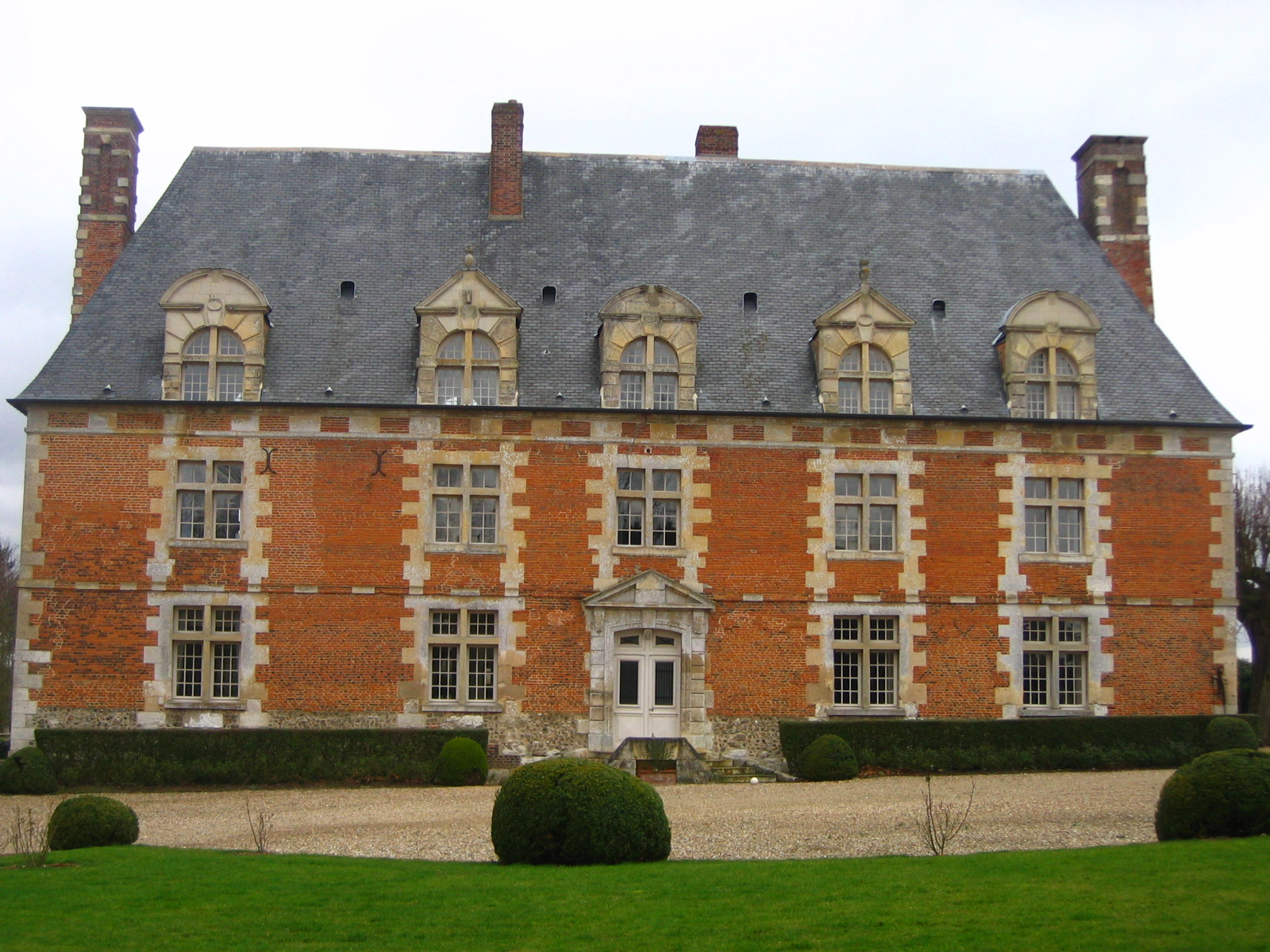
Manoir de Senneville.
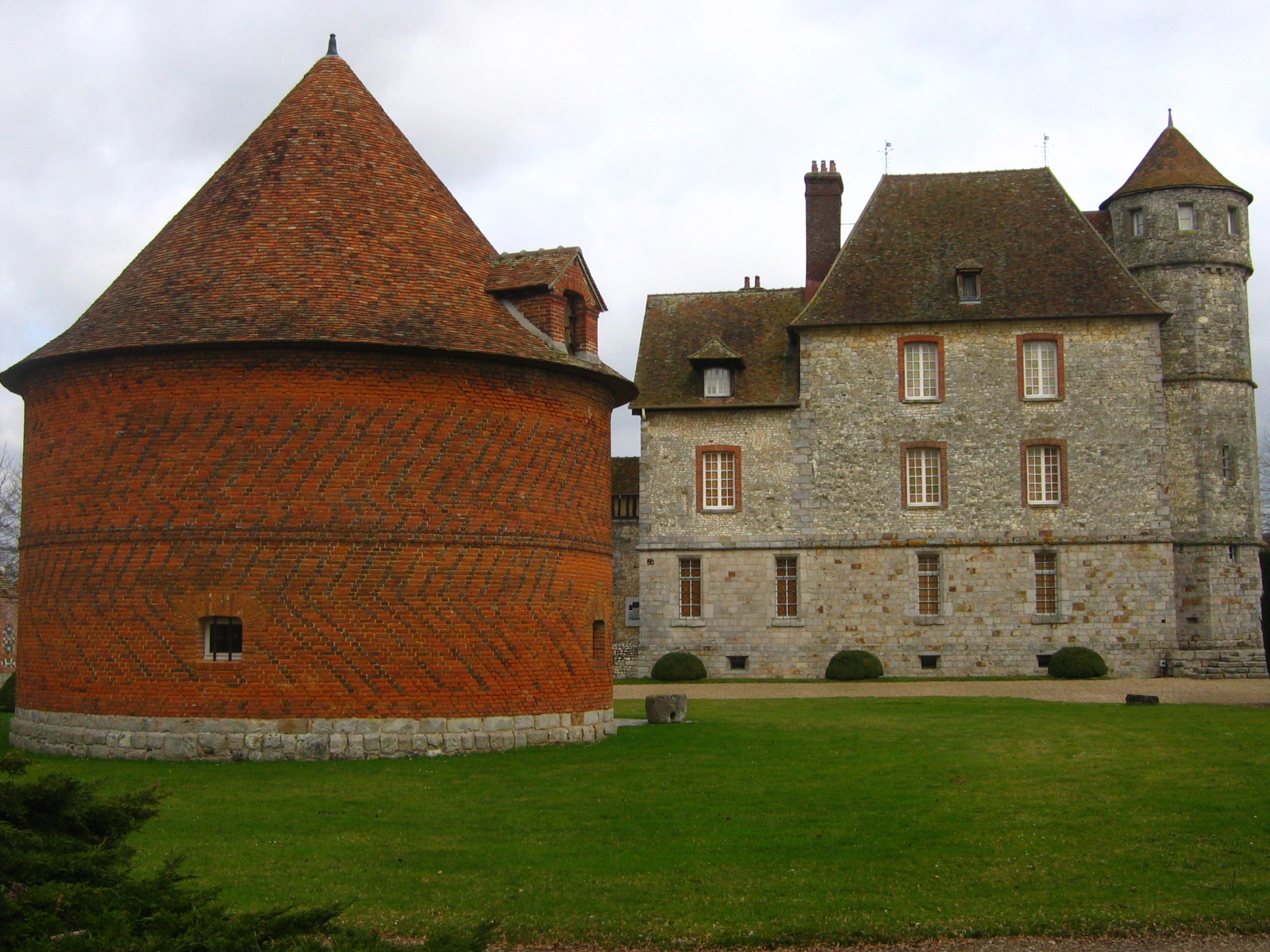
Château de Vascœuil.
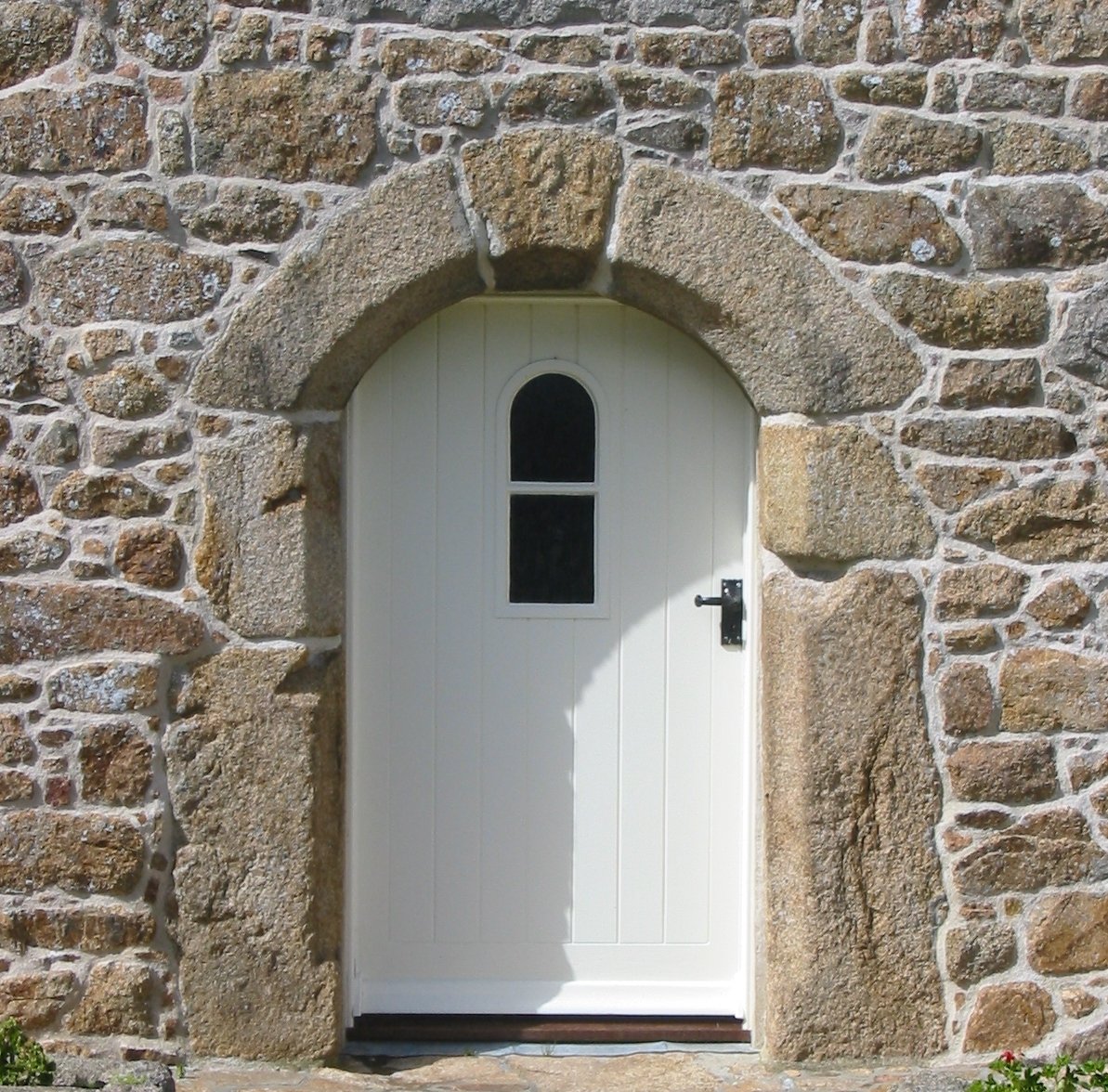
La Ronce, Jersey.
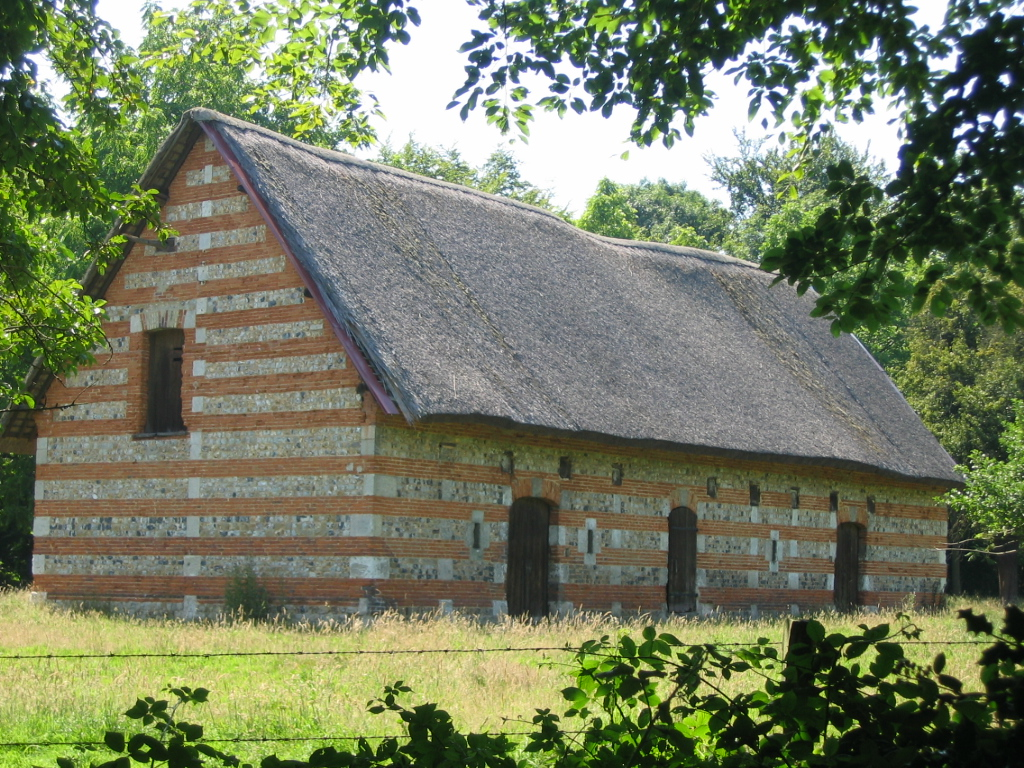
Ferme reconstruite en brique et silex, Gonfreville.